# Пескантіна
Пескантіна (італ. Pescantina, вен. Pescantina) — муніципалітет в Італії, у регіоні Венето, провінція Верона.
Пескантіна розташована на відстані близько 420 км на північ від Рима, 115 км на захід від Венеції, 12 км на північний захід від Верони.
Населення — 17 040 осіб (2014).
Щорічний фестиваль відбувається 10 серпня. Покровитель — святий мученик Лаврентій.

## Демографія
Населення за роками:

Станом на 1 січня 2023 року в муніципалітеті офіційно проживало 1006 іноземців з 64 країн, серед них 425 громадян країн Євросоюзу та 20 громадян України.

## Сусідні муніципалітети
- Буссоленго
- Пастренго
- Сан-П'єтро-ін-Каріано
- Сант'Амброджо-ді-Вальполічелла
- Верона